# The Sandman
The Sandman és una sèrie de còmics, escrita per Neil Gaiman, i il·lustrada per una àmplia gamma d'artistes de variats estils, limitats cap a arcs argumentals o episodis solts, publicats per DC Comics. A més del co-creador Sam Kieth, altres il·lustradors que van participar inclouen Colleen Dauren, Mike Dringenberg, Marc Hempel, Kelley Jones, Jill Thompson i Michael Zulli. Aquests van consistir en 75 números, publicant-se el seu primer exemplar als  Estats Units el gener de 1989, i l'últim al març de 1996.
És àmpliament considerada com una de les més originals, sofisticades i artísticament ambicioses sèries de novel·les gràfiques. Quan la història va concloure i es va deixar de publicar, ja s'havia convertit en una icona popular. The Sandman no pertany al subgènere de superherois. Publicat inicialment en castellà per Espanya per l'editorial Planeta, quan al gener de 2012 aquesta va perdre els drets de publicació per Espanya de l'americana Vértigo/DC Comics, aquests van ser adquirits per ECC Ediciones, que va tornar a publicar els 75 números originals. No ha estat publicat en català.

## Argument
El primer terç de la sèrie es concentra en històries de terror, sent el punt de partida argumental el fet que Morfeu és capturat per una secta de màgia negra durant un ritual en què es pretenia capturar la seva germana Mort. Tot i l'error, el mantenen tancat més de 70 anys i el món oníric entra en desordre amb conseqüències fatals per a tota la humanitat. Finalment, Morfeu escapa, i després de visitar l'Infern es revenja dels seus captors. Posteriorment evoluciona al gènere fantàstic, incorporant elements de mitologia clàssica i contemporània. La revista Empire va col·locar al personatge de Mort en el lloc número 15 dels millors personatges de còmics, i a Somni al número 6.

## Arcs argumentals[3]
- Preludes and Nocturnes conté The Sandman 1–8 (1988–1989)
- The Doll's House conté The Sandman 9–16 (1989–1990)
- Dream Country conté The Sandman 17–20 (1990)
- Season of Mists conté The Sandman 21–28 (1990–1991)
- A Game of You conté The Sandman 32–37 (1991–1992)
- Fables and Reflections conté The Sandman 29–31, 38–40, 50; Sandman Special #1; and Vertigo Preview No. 1 (1991–1993)
- Brief Lives collecting conté The Sandman 41–49 (1992–1993)
- Worlds' End conté The Sandman 51–56 (1993)
- The Kindly Ones conté The Sandman 57–69 i Vertigo Jam No. 1, (1993–1995)
- The Wake conté The Sandman 70–75 (1995–1996)
- The Sandman: The Dream Hunters (2009)
- The Sandman: Overture (2013–2015)

## Spin offs
La sèrie original de The Sandman acaba en el número 75, però nombrosos comics, novel·les i spin-offs continuen usant els personatges, conceptes i univers creats per Neil Gaiman.